# 马忠骏

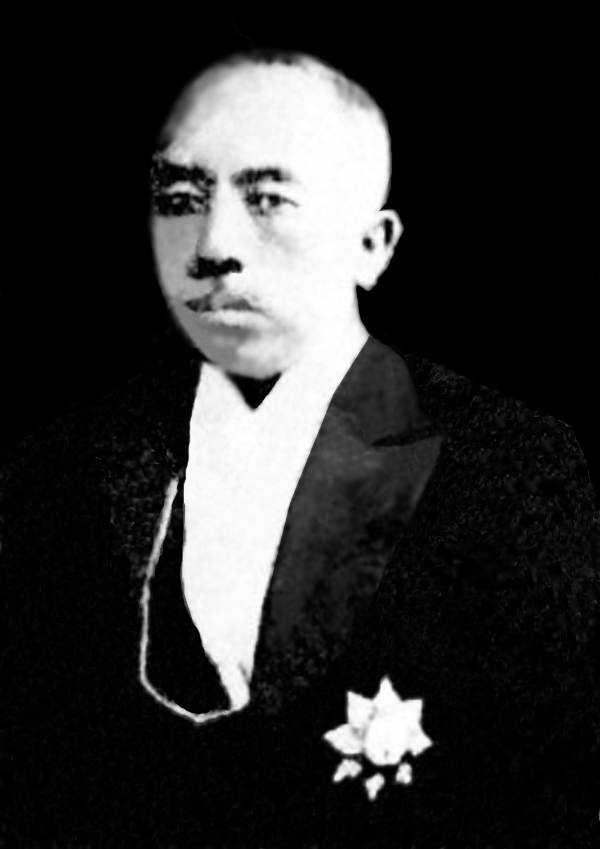
在东省特别区市政管理局任职时期

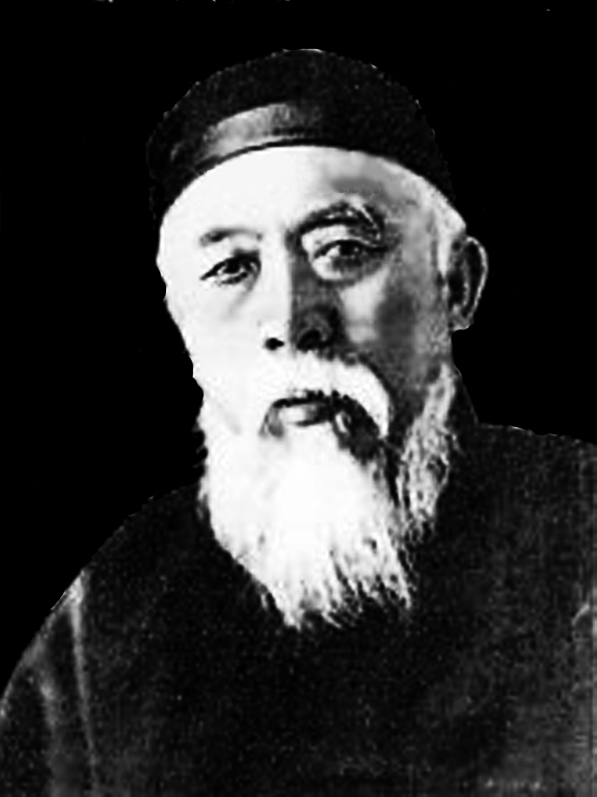
晚年的马忠骏

马忠骏（1870年5月28日—1957年6月1日）原名马德扬，字荩卿、无闷，又称遁园、遁庵，今辽宁海城接官堡人，祖籍山东蓬莱县，清朝及中华民国官员、社会活动家。

## 生平
早年马忠骏曾到盛京考秀才，但未中。此后，他在盛京将军衙门充额外效力书记，因文笔受盛京将军增祺赏识，升为文案委员。不久，他被保充宁远盐厘局局长。中东铁路修筑后，马忠骏任交涉局委员。1900年，俄国出兵入侵中国东北。盛京将军增祺派马忠骏同俄军进行和谈。马忠骏来到俄军占领的旅顺，同俄军驻旅顺要塞司令、海军中将阿列克塞耶夫进行交涉，最终达成俄军停止进攻、中方维持地方秩序的协议。
1902年，马忠骏奉命收编辽河地区的土匪冯德麟等人，因办差有功，被盛京将军增祺奏保“以府仍分省补用”。1907年，他“因办理交涉措置裕如，以道员留奉天补用”。1911年，东三省总督赵尔巽任命他为吉林屯垦局局长。后改任吉林官运局（次年即1912年改为吉林榷运局）局长。
中华民国成立后，1914年，他到黑龙江省，任镇安右将军督理黑龙江军务兼巡按使朱庆澜的顾问官。1914年9月23日，他任驻哈尔滨的黑龙江省铁路交涉总局总办。1921年2月5日，东省特别区市政管理局成立，他任该局副局长。后来他任该局局长。任内他修筑了哈尔滨通道大街（即今中山路），大街两旁栽种榆树。他的妻子还创办了哈尔滨第一女子中学。他还曾援助过一些革命者，如市政管理局教育科长高崇民，以及曾经来到哈尔滨的周恩来。

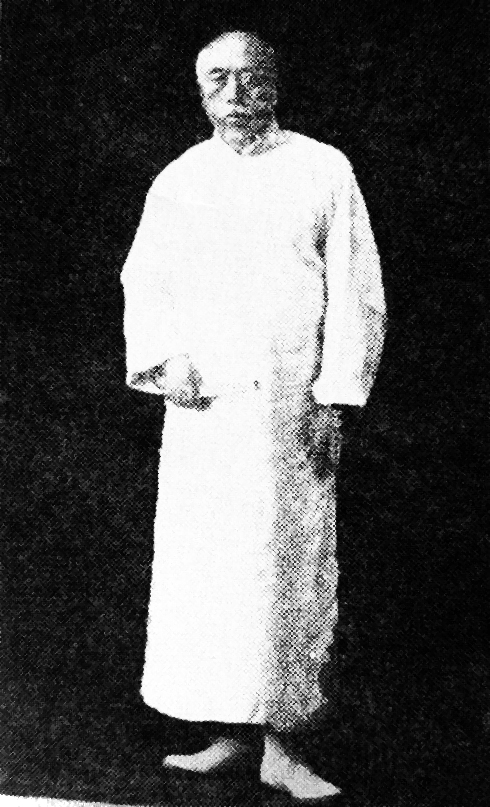
1932年马忠骏从哈尔滨日本宪兵队牢房出来后摄

1925年9月2日，他辞去东省特别区市政管理局局长职务，寓居哈尔滨市郊的遁园（俗称“马家花园”）。遁园是他的私家园林，在1920年代到1930年代，曾经被人评为“哈尔滨八景”之一（这“哈尔滨八景”分别为中央大街、哈尔滨火车站、霁虹桥、铁路局办公楼、江上俱乐部、圣·尼古拉教堂、许公碑、遁园）。
九一八事变后，他拒不出任满洲国职务。满洲国黑龙江省省长程志远曾任命他为黑龙江省公署参议，被他拒绝。他还曾经捐款援助抗日的马占山、冯占海等东北军。为此，他被日本宪兵队逮捕，后由张焕相、熙洽保释，交大笔保释金后出狱。他还当面回绝了土肥原贤二的拉拢。他不让女儿马淑芳和满洲国大臣韩云阶结婚，不让儿子马维圃到日本宪兵队工作，让长子马维邦、次子马维方和孙子马佩琏等人在克山务农。
1945年日本投降后，他和中国共产党相互联系。中共将领李兆麟不幸被国民党特务杀害后，他很悲痛，为李兆麟治丧、送葬。土地改革运动中，马忠骏因为自己的旧官僚身份以及所拥有的大量土地而感到担忧。中共哈尔滨市委征得中共中央东北局李富春、陈云的同意后，决定把马忠骏的成分定为“实业家”加以保护。哈尔滨市市长刘成栋还为马忠骏的遁园签发了“军民人等不得擅自损毁或占用”的证明。马忠骏对此十分感谢。他还把珍藏的古籍和文物捐给了正在筹建的东北图书馆。中华人民共和国成立前后，他的4个子女先后参加了中国人民解放军和中国人民志愿军。他于1956年5月任哈尔滨市政协委员。
1957年6月1日，马忠骏在哈尔滨病逝。享年87岁。

## 著作
- 《遁园杂俎》
- 《田园诗集》
- 《遁园植果刍言》